# عبدالمجید تلمسانی
عبدالمجید تلمسانی (انگلیسی: Abdelmajid Tlemçani; ۳۰ نوامبر ۱۹۳۷ – ۸ ژوئیهٔ ۲۰۲۰) بازیکن فوتبال اهل تونس بود.
از باشگاه‌هایی که در آن بازی کرده‌است می‌توان به باشگاه فوتبال اسپرانس تونس اشاره کرد.
وی همچنین در تیم ملی فوتبال تونس بازی کرده‌است.